# 아프리카 태권도 선수권 대회
아프리카 태권도 선수권 대회(영어: African Taekwondo Championship)은 아프리카 태권도 연맹과 남아프리카 태권도 연맹이 주관하는 국제 태권도 대회이다. 아프리카 태권도 연맹 회원국이 참여하는 국가 대항 태권도 대회로 진행되며 1996년부터 2년마다 개최되고 있다.이 대회는 세계 태권도 연맹에서 인정하는 G-4 시니어 대회이다.